# Piolet

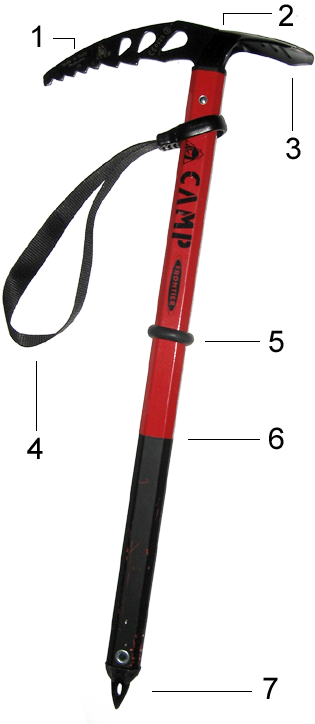
Piolet
1 – Hoja o pica
2 – cabeza o cruz
3 – pala u hojuela
4 – dragonera
5 – tope de la dragonera
6 – mango
7 – punta o regatón.

Un piolet es una herramienta polivalente de senderismo y escalada utilizada por los montañistas tanto en el ascenso como en el descenso de rutas que impliquen nieve, hielo o condiciones heladas.

## Componentes de un piolet
Un piolet consta de siete componentes:
- Hoja o pica (1) — parte en forma de gancho o curvada con dientes al final de la cabeza. La forma en gancho permite al piolet plantarse más rápidamente en caso de resbalón.
- Cabeza o cruz(2) — normalmente hecho de metal e incluye la pica y la hojuela. Se agarra la cabeza usándola para autodetención o autoaseguramiento. Hay un agujero en el centro de la cabeza usado para pasar por allí un mosquetón o atar una correa.
- Pala u hojuela (3) — la parte plana, la sección más ancha de la cabeza, usada para cortar nieve dura y hielo. Algunos tienen en su lugar un martillo.
- Dragonera (4) — correa con un lazo ajustable para asegurar el piolet a la mano. La dragonera es normalmente asegurada al mango por un anillo (5), que limita el deslizamiento hasta cierta distancia de la cruz. Algunas modernas herramientas para escalar sobre hielo no tienen dragonera y usan formas más ergonómicas con curvas pronunciadas y agarres.
- Mango (6) — normalmente hecho de metal, e.g., aluminio o titanio, o algún compuesto como fibra de vidrio, Kevlar o filamentos de carbón. Originariamente, los piolets tenían mangos de madera, normalmente carya, pero la ligereza y durabilidad de los piolets de hoy, los han relegado a figuras de museo.
- Punta o regatón (7) — una punta de acero en la parte inferior, usada para clavar el piolet en la nieve, para conseguir estabilidad, equilibrio y seguridad. A veces se utiliza sobre caminos rocosos para el equilibrio, pero hay que tener cuidado de no desgastar la punta.

El rango de los piolets va de 40 a 90 cm de longitud. Los piolets de 40-60 cm son mejores para la escalada con hielo, mientras que los de más longitud son mejores para montañismo en general. Es común que para la escalada en hielo se utilicen dos piolets de manera simultánea, uno en cada mano, para tener un punto de apoyo adicional y mejorar el equilibrio. Actualmente, este tipo de piolets tienen una forma curva que ayuda a que las manos no golpeen el hielo de manera directa y permiten que la pica penetre en el hielo en un ángulo que es más eficiente para sostener el peso del escalador.
El piolet no solo es usado como ayuda a la escalada, sino también como herramienta de salvamento para parar un deslizamiento incontrolado, ya sea propio o asegurando a un compañero en una cordada.
Algunas mochilas, diseñadas teniendo en mente las labores de montañismo, incluyen asideras o cinchas para asegurar el piolet cuando no se necesita.

## Uso como arma
El uso más célebre de un piolet como arma fue en el asesinato del opositor al estalinismo León Trotski. El agente secreto Ramón Mercader lo mató clavándole un piolet en la cabeza.
Desde entonces el piolet como arma también se utiliza en el habla en sentido figurado, como metáfora de las disputas y las enemistades dentro de un mismo partido o pensamiento político.